# 円周
円周（えんしゅう、英: circumference）とは、円の周囲もしくは周長のこと。円周の直径に対する比率は円周率 π である。

## 円周の長さ
円の周長 c は、直径を d とすると、
c = πd
と表される。直径の半分である半径を r として、
c = 2πr
と表される場合も多い。
上記式は、積分を用いて計算することができる。

上図にて、円の中心は O，円周は C, 直径は D, 半径は R.

微小角度 dθ を用いると、弧長は r dθ で計算できるので、角度を 0 から 2π まで積分すれば良いから、

微小角度についての概説図

{\displaystyle {\begin{aligned}c&=\int _{0}^{2\pi }rd\theta \\&=\left[r\theta \right]_{0}^{2\pi }\\&=2\pi r\end{aligned}}}
となる。

## 円周と面積
全ての円は互いに相似であるので、周長の等しい2つの円の面積 S は等しい。
S は c を用いて、次のように表すことができる。
S = rc/2
なお、重積分で考えると、ヤコビアンを R とおいて積分すれば良いから、
{\displaystyle {\begin{aligned}S&=\int _{0}^{r}dR\int _{0}^{2\pi }Rd\theta \\&=2\pi \int _{0}^{r}RdR\\&=2\pi \left[{\frac {R^{2}}{2}}\right]_{0}^{r}\\&=2\pi {\frac {r^{2}}{2}}\\&=\pi r^{2}\end{aligned}}}
となる。ヤコビアンの概念を上記のような場合に限って大雑把に捉えたならば、円周を円の半径 r について、区間 [0, r] で積分すればその面積が求まることになる。逆に、面積を微分すれば円周が求まることになる。さらに円周を微分すれば、ラジアンの定義より、周角（全角）が求まることになる。